# Schmidatal
Das Schmidatal ist eine Landschaft und Kleinregion im nördlichen Niederösterreich im westlichen Weinviertel. Das einzig bedeutende Gewässer der Region ist die namensgebende Schmida.

## Landschaft
Das Schmidatal beginnt etwa in Roseldorf, wo es als weitläufiges leichtwelliges Acker- und Weinbaugebiet kaum einen Talcharakter aufweist. Diesen Charakter bekommt es erst kurz vor Ziersdorf. Das Tal endet südlich von Großweikersdorf, unmittelbar bevor die Schmida am Wagram in das Tullner Becken eintritt.

## Kleinregion
Im Jahr 2000 schlossen sich folgende fünf niederösterreichischen Gemeinden zum Zweck der Tourismus- und Regionalentwicklung zur Kleinregion Landschaftspark Schmidatal zusammen:
- Großweikersdorf
- Heldenberg
- Ravelsbach
- Sitzendorf an der Schmida
- Ziersdorf

2016 folgte
- Hohenwarth-Mühlbach am Manhartsberg

Diese Gemeinden umfassen insgesamt mehr als 11.000 Einwohner. Die Zusammenarbeit strebt nicht nur ökonomische Ziele an, sondern es soll auch die regionale Identität „Schmidatal“ gestärkt werden (Schmidataler Körndlfest, Schmidataler Laufcup, Schmidataler Ferienspiele usw.).
Zwischen den einzelnen Dörfern und Gemeinden des Schmidatales bestand bis dahin kein allzu großes Zusammengehörigkeitsgefühl im Sinne des Empfindens einer gemeinsamen Identität. Eine Ursache dafür ist die Lage des Schmidatals in der jeweiligen Randlage der Einzugsgebiete der Städte Horn, Hollabrunn, Stockerau, Tulln und Krems, die sich den Einfluss auf das Schmidatal in verwaltungsmäßiger (Bezirksgrenzen), wirtschaftlicher (Kaufkraftabfluss in die jeweiligen Einkaufszentren) und schulischer Hinsicht (Einzugsgebiet weiterbildender Schulen) aufteilen.
Eine andere Ursache besteht darin, dass es kein natürliches Zentrum des Schmidatals gibt. In der Vergangenheit hatte Ravelsbach für einen wesentlichen Teil des Schmidatals Zentralortfunktionen ausgeübt (z. B. Bezirksgericht, Bauernkammer, Straßenmeisterei, Polytechnischer Lehrgang, eigenständige Sparkasse), der Ort hat diese Funktionen in den letzten Jahrzehnten aber weitgehend eingebüßt. Die Errichtung des Gewerbeparkes Schmidatal könnte dazu führen, dass Ziersdorf ein Zentralort für das Schmidatal wird.